# Tina Dietze
Tina Dietze (ur. 25 stycznia 1988 r. w Lipsku) – niemiecka kajakarka, złota i trzykrotnie srebrna medalistka igrzysk olimpijskich, sześciokrotna mistrzyni świata, sześciokrotna mistrzyni Europy, dwukrotna srebrna medalistka igrzysk europejskich.

## Igrzyska olimpijskie
Na igrzyskach zadebiutowała podczas letnich igrzysk olimpijskich w Londynie. Wzięła udział w dwóch konkurencjach. Razem z Franziską Weber w dwójce zdobyła swój pierwszy złoty medal. W finale okazały się lepsze od Węgierek i Polek. W drugim swoim występie wystartowała w czwórce. W osadzie znalazły się również Carolin Leonhardt, Franziska Weber oraz Katrin Wagner-Augustin. W decydującej batalii zostały sklasyfikowane za Węgierkami, a przed Białorusinkami.
Cztery lata później w dwójce wraz z Franziską Weber zdobyła srebrny medal. Tym razem Węgierki, z którymi rywalizowały w poprzedniej edycji, okazały się lepsze. Srebro przypadł także w drugim jej występie. W czwórce uplasowały się między Węgierkami a Białorusinkami. W składzie osady, w porównaniu do igrzysk w Londynie, nastąpiły dwie zmiany: za Carolinę Leonhardt pojawiła się Sabrina Hering, a w miejsce Katrin Wagner-Augustin weszła Steffi Kriegerstein.